# San Diego Open 1998 - Doppio
Il doppio del San Diego Open 1998 è stato un torneo di tennis facente parte del WTA Tour 1998.
Martina Hingis e Arantxa Sánchez Vicario erano le detentrici del titolo, ma quest'anno non hanno partecipato.
Lindsay Davenport e Nataša Zvereva hanno battuto in finale 6–2, 6–1  Alexandra Fusai e Nathalie Tauziat.

## Teste di serie
1. Lindsay Davenport /  Nataša Zvereva (campionesse)
2. Alexandra Fusai /  Nathalie Tauziat (finale)
3. Yayuk Basuki /  Caroline Vis (quarti di finale)
4. Lisa Raymond /  Rennae Stubbs (primo turno)

## Tabellone

### Legenda
| - Q = Qualificato - WC = Wild card - LL = Lucky loser | - ALT = Alternate - SE = Special Exempt - PR = Protected Ranking | - w/o = Walkover - r = Ritirato - d = Squalificato |